# Formuła 1 Sezon 1961
Sezon 1961 Formuły 1 – dwunasty sezon Mistrzostw Świata Formuły 1. Mistrzem Świata został Phil Hill. W trakcie mistrzostw podczas GP Włoch na torze w Monzy zginął Wolfgang von Trips. Tytuł mistrza konstruktorów po raz pierwszy zdobył zespół Ferrari (prócz wspomnianych Hilla i Tripsa punkty dla Ferrari zdobywali: Amerykanin Richie Ginther, Włoch Giancarlo Baghetti oraz Belg Olivier Gendebien).

## Przebieg
Sezon 1961 w Formule 1 był zdominowany przez świetnie zorganizowaną ekipę Ferrari. Tylko Stirling Moss w podstarzałym Lotusie był w stanie dwukrotnie pokonać dzięki swojej zręczności włoską ekipę (raz udało się to Innesowi Irelandowi). Giancarlo Baghetti zaliczył w swoim debiucie zwycięstwo (na torze we Francji).

## Zmiany
- Wyścig o Grand Prix Stanów Zjednoczonych zastąpił dotychczasowy wyścig Indianapolis 500.
- Punkty za zwycięstwo zostały zwiększone z 8 do 9.

## Eliminacje
| Runda | Nazwa                           | Tor                          | Data           | Pole position      | Najszybsze okr.              | Zwycięzca          | Stajnia      | Opony | Wyniki |
| ----- | ------------------------------- | ---------------------------- | -------------- | ------------------ | ---------------------------- | ------------------ | ------------ | ----- | ------ |
| 1     | Grand Prix Monako               | Circuit de Monaco            | 14 maja        | Stirling Moss      | Stirling Moss Richie Ginther | Stirling Moss      | Lotus-Climax | D     | wyniki |
| 2     | Grand Prix Holandii             | Circuit Park Zandvoort       | 22 maja        | Phil Hill          | Jim Clark                    | Wolfgang von Trips | Ferrari      | D     | wyniki |
| 3     | Grand Prix Belgii               | Circuit de Spa-Francorchamps | 18 czerwca     | Phil Hill          | Richie Ginther               | Phil Hill          | Ferrari      | D     | wyniki |
| 4     | Grand Prix Francji              | Reims-Gueux                  | 2 lipca        | Phil Hill          | Phil Hill                    | Giancarlo Baghetti | Ferrari      | D     | wyniki |
| 5     | Grand Prix Wielkiej Brytanii    | Aintree Motor Racing Circuit | 15 lipca       | Phil Hill          | Tony Brooks                  | Wolfgang von Trips | Ferrari      | D     | wyniki |
| 6     | Grand Prix Niemiec              | Nürburgring                  | 6 sierpnia     | Phil Hill          | Phil Hill                    | Stirling Moss      | Lotus-Climax | D     | wyniki |
| 7     | Grand Prix Włoch                | Autodromo Nazionale di Monza | 10 września    | Wolfgang von Trips | Giancarlo Baghetti           | Phil Hill          | Ferrari      | D     | wyniki |
| 8     | Grand Prix Stanów Zjednoczonych | Watkins Glen International   | 8 października | Jack Brabham       | Jack Brabham                 | Innes Ireland      | Lotus-Climax | D     | wyniki |

## Lista startowa
| Team                 | Kierowcy | Wyścigi     |
| -------------------- | --- | ----------- |
| Ferrari              | Phil Hill Wolfgang von Trips Giancarlo Baghetti Richie Ginther Olivier Gendebien Willy Mairesse Ricardo Rodríguez | 7 3 1       |
| Lotus-Climax         | Stirling Moss Jim Clark Innes Ireland Henry Taylor Michel May Wolfgang Seidel Gerry Ashmore Lucien Bianchi Ian Burgess Willy Mairesse Tony Marsh Tony Maggs Tim Parnell Masten Gregory Cliff Allison Trevor Taylor Ernesto Prinoth Peter Ryan Jim Hall Lloyd Ruby Olivier Gendebien | 8 6 4 3 2 1 |
| Porsche              | Dan Gurney Jo Bonnier Carel Godin de Beaufort Hans Herrmann | 8 6 3       |
| Cooper-Climax        | Bruce McLaren John Surtees Jack Brabham Jackie Lewis Roy Salvadori Masten Gregory Bernard Collomb Ian Burgess Jack Fairman Roger Penske Hap Sharp Walt Hansgen | 8 5 4 2 1   |
| BRM-Climax           | Tony Brooks Graham Hill | 8           |
| Ferguson-Climax      | Jack Fairman | 1           |
| Lotus-Maserati       | Gaetano Starrabba | 1           |
| Emeryson-Maserati    | André Pilette Lucien Bianchi Olivier Gendebien | 1           |
| De Tomaso-O.S.C.A.   | Roberto Lippi | 1           |
| De Tomaso-Alfa Romeo | Nino Vaccarella Roberto Bussinello | 1           |
| Cooper-Maserati      | Maurice Trintignant Lorenzo Bandini Massimo Natili Renato Pirocchi | 5 4 2 1     |
| Gilby-Climax         | Keith Greene | 1           |
| JBW-Climax           | Brian Naylor | 1           |

## Klasyfikacja kierowców
| Legenda oznaczeń w tabelach wyników Wyświetl szablon na nowej stronie | Legenda oznaczeń w tabelach wyników Wyświetl szablon na nowej stronie                                                                     |
| Oznaczenie                                                            | Wyjaśnienie |
| --------------------------------------------------------------------- | --- |
| Złoty                                                                 | Zwycięzca lub mistrzostwo |
| Srebrny                                                               | 2. miejsce lub wicemistrzostwo |
| Brązowy                                                               | 3. miejsce lub II wicemistrzostwo |
| Zielony                                                               | Ukończył, punktował (w klasyfikacji generalnej, gdy zdobył co najmniej jeden punkt na przestrzeni sezonu, poza trzema powyższymi opcjami) |
| Niebieski                                                             | Ukończył, nie punktował (w klasyfikacji generalnej, gdy nie zdobył co najmniej jednego punktu na przestrzeni sezonu)                      |
| Czerwony                                                              | Nie zakwalifikował się (NZ) |
| Czerwony                                                              | Nie prekwalifikował się (NPK) |
| Różowy                                                                | Nie ukończył (NU) |
| Różowy                                                                | Niesklasyfikowany (NS) (w klasyfikacji generalnej, gdy nie został sklasyfikowany w żadnym wyścigu sezonu)                                 |
| Czarny                                                                | Zdyskwalifikowany (DK) |
| Czarny                                                                | Wykluczony (WYK/EX) |
| Biały                                                                 | Nie wystartował (NW) |
| Biały                                                                 | Kontuzjowany (K/INJ) |
| Biały                                                                 | Wyścig odwołany (OD/C) |
| Bez koloru                                                            | Został wycofany (WYC/WD) |
| Bez koloru                                                            | Nie przybył (NP/DNA) |
| Bez koloru                                                            | Nie brał udziału w treningach (NT/DNP) |
| Bez koloru                                                            | Nie został zgłoszony (–) |
| Pogrubienie                                                           | Start z pole position |
| Kursywa                                                               | Najszybsze okrążenie wyścigu |
| †                                                                     | Nie ukończył, ale jego rezultat został zaliczony ze względu na przejechanie więcej niż 90% dystansu wyścigu.                              |
| *                                                                     | Sezon w trakcie |
| 1/2/3                                                                 | Punktowana pozycja w sprincie |
| Lista systemów punktacji Formuły 1                                    | |

Punktacja:

Wyścig: 9-6-4-3-2-1 (sześć pierwszych pozycji)

Do klasyfikacji zaliczano 5 najlepszych wyników
| Poz. | Kierowca                | MON | NED | BEL | FRA | GBR | GER | ITA | USA | Pkt.    |
| ---- | ----------------------- | --- | --- | --- | --- | --- | --- | --- | --- | ------- |
| 1    | Phil Hill*              | 3   | 2   | 1   | 9   | 2   | (3) | 1   |     | 34 (38) |
| 2    | Wolfgang von Trips      | 4   | 1   | 2   | NU  | 1   | 2   | NU  |     | 33      |
| 3    | Stirling Moss           | 1   | 4   | 8   | NU  | NU  | 1   | NU  | NU  | 21      |
| 4    | Dan Gurney              | 5   | 10  | 6   | 2   | 7   | 7   | 2   | 2   | 21      |
| 5    | Richie Ginther          | 2   | 5   | 3   | 15  | 3   | 8   | NU  |     | 16      |
| 6    | Innes Ireland           | NW  |     | NU  | 4   | 10  | NU  | NU  | 1   | 12      |
| 7    | Jim Clark               | 10  | 3   | 12  | 3   | NU  | 4   | NU  | 7   | 11      |
| 8    | Bruce McLaren           | 6   | 12  | NU  | 5   | 8   | 6   | 3   | 4   | 11      |
| 9    | Giancarlo Baghetti      |     |     |     | 1   | NU  |     | NU  |     | 9       |
| 10   | Tony Brooks             | 13  | 9   | 13  | NU  | 9   | NU  | 5   | 3   | 6       |
| 11   | Jack Brabham            | NU  | 6   | NU  | NU  | 4   | NU  | NU  | NU  | 4       |
| 12   | John Surtees            | 11  | 7   | 5   | NU  | NU  | 5   | NU  | NU  | 4       |
| 13   | Jackie Lewis            |     |     | 9   | NU  | NU  | 9   | 4   |     | 3       |
| 14   | Olivier Gendebien       | NZ  |     | 4   |     |     |     |     | 11  | 3       |
| 15   | Joakim Bonnier          | 12  | 11  | 7   | 7   | 5   | NU  | NU  | 6   | 3       |
| 16   | Graham Hill             | NU  | 8   | NU  | 6   | NU  | NU  | NU  | 5   | 3       |
| 17   | Roy Salvadori           |     |     |     | 8   | 6   | 10  | 6   | NU  | 2       |
| —    | Maurice Trintignant     | 7   |     | NU  | 13  |     | NU  | 9   |     | 0       |
| —    | Carel Godin de Beaufort |     | 14  | 11  | NU  | 16  | 14  | 7   |     | 0       |
| —    | Lorenzo Bandini         |     |     | NU  |     | 12  | NU  | 8   |     | 0       |
| —    | Cliff Allison           | 8   |     | NW  |     |     |     |     |     | 0       |
| —    | Roger Penske            |     |     |     |     |     |     |     | 8   | 0       |
| —    | Hans Herrmann           | 9   | 15  |     |     |     | 13  |     |     | 0       |
| —    | Peter Ryan              |     |     |     |     |     |     |     | 9   | 0       |
| —    | Masten Gregory          | NZ  | NW  | 10  | 12  | 11  |     | NU  | NU  | 0       |
| —    | Henry Taylor            | NZ  |     | NW  | 10  | NU  |     | 11  |     | 0       |
| —    | Tim Parnell             |     |     |     |     | NU  |     | 10  |     | 0       |
| —    | Hap Sharp               |     |     |     |     |     |     |     | 10  | 0       |
| —    | Tony Maggs              |     |     |     |     | 13  | 11  |     |     | 0       |
| —    | Michel May              | NU  |     |     | 11  |     | NW  |     |     | 0       |
| —    | Ian Burgess             |     | NW  | NW  | 14  | 14  | 12  |     |     | 0       |
| —    | Renato Pirocchi         |     |     |     |     |     |     | 12  |     | 0       |
| —    | Trevor Taylor           |     | 13  |     |     |     |     |     |     | 0       |
| —    | Tony Marsh              |     |     | NW  |     | NU  | 15  |     |     | 0       |
| —    | Keith Greene            |     |     |     |     | 15  |     |     |     | 0       |
| —    | Gerry Ashmore           |     |     |     |     | NU  | 16  | NU  |     | 0       |
| —    | Wolfgang Seidel         |     |     | NW  |     | 17  | NU  | NU  |     | 0       |
| —    | Bernard Collomb         |     |     |     | NU  |     | NS  |     |     | 0       |
| —    | Lucien Bianchi          | NZ  |     | NU  | NU  | NU  |     |     |     | 0       |
| —    | Willy Mairesse          |     |     | NU  | NU  |     | NU  |     |     | 0       |
| —    | Jack Fairman            |     |     |     |     | DK  |     | NU  |     | 0       |
| —    | Giorgio Scarlatti       |     |     |     | NU  |     |     |     |     | 0       |
| —    | Massimo Natili          |     |     |     |     | NU  |     |     |     | 0       |
| —    | Ricardo Rodríguez       |     |     |     |     |     |     | NU  |     | 0       |
| —    | Gaetano Starrabba       |     |     |     |     |     |     | NU  |     | 0       |
| —    | Nino Vaccarella         |     |     |     |     |     |     | NU  |     | 0       |
| —    | Roberto Bussinello      |     |     |     |     |     |     | NU  |     | 0       |
| —    | Brian Naylor            |     |     |     |     |     |     | NU  |     | 0       |
| —    | Roberto Lippi           |     |     |     |     |     |     | NU  |     | 0       |
| —    | Jim Hall                |     |     |     |     |     |     |     | NU  | 0       |
| —    | Lloyd Ruby              |     |     |     |     |     |     |     | NU  | 0       |
| —    | Walt Hansgen            |     |     |     |     |     |     |     | NU  | 0       |
| —    | André Pilette           |     |     |     |     |     |     | NZ  |     | 0       |
| Poz. | Kierowca                | MON | NED | BEL | FRA | GBR | GER | ITA | USA | Pkt.    |

## Klasyfikacja konstruktorów
Punktacja:

Wyścig: 8-6-4-3-2-1 (sześć pierwszych pozycji)

Do klasyfikacji zaliczano 5 najlepszych wyników

Tylko jeden, najwyżej uplasowany kierowca danego konstruktora, zdobywał dla niego punkty
| Poz. | Konstruktor          | MON | NED | BEL | FRA | GBR | GER | ITA | USA | Pkt.    |
| ---- | -------------------- | --- | --- | --- | --- | --- | --- | --- | --- | ------- |
| 1    | Ferrari              | (2) | 1   | 1   | 1   | 1   | (2) | 1   | WD  | 40 (52) |
| 2    | Lotus-Climax         | 1   | 3   | 8   | 3   | 10  | 1   | 10  | 1   | 32      |
| 3    | Porsche              | 5   | 10  | (6) | 2   | 5   | 7   | 2   | 2   | 22 (23) |
| 4    | Cooper-Climax        | (6) | (6) | 5   | 5   | 4   | (5) | 3   | 4   | 14 (18) |
| 5    | BRM-Climax           | 13  | 8   | 13  | 6   | 9   | NU  | 5   | 3   | 7       |
| —    | Cooper-Maserati      | 7   |     | NU  | 13  | 12  | NU  | 8   |     | 0       |
| —    | Gilby-Climax         |     |     |     |     | 15  |     |     |     | 0       |
| —    | Ferguson-Climax      |     |     |     |     | DK  |     |     |     | 0       |
| —    | De Tomaso-OSCA       |     |     |     | NU  |     |     | NU  |     | 0       |
| —    | Lotus-Maserati       |     |     |     |     |     |     | NU  |     | 0       |
| —    | De Tomaso-Alfa Romeo |     |     |     |     |     | WD  | NU  |     | 0       |
| —    | JBW-Climax           |     |     |     | WD  |     |     | NU  |     | 0       |
| —    | Emeryson-Maserati    | NZ  |     |     |     | WD  |     | NZ  |     | 0       |
| Poz. | Konstruktor          | MON | NED | BEL | FRA | GBR | GER | ITA | USA | Pkt.    |

## ŚmierćWolfganga von Tripsa
Katastrofa zdarzyła się podczas 1 okrążenia wyścigu na torze Monza. Wtedy zderzyły się 2 pojazdy - jeden którym kierował Jim Clark, i drugi którym kierował Niemiec. Pojazd wyleciał z trasy i Ferrari wpadło w trybuny pełne widzów zabijając na miejscu 15 z nich. Katastrofy nie przeżył również Von Trips (złamał kark). Poza ofiarami śmiertelnymi rannych zostało 60 osób.